# 60 Sagittarii
60 Sagittarii (A Sagittarii) é uma estrela na direção da Sagittarius. Possui uma ascensão reta de 19h 58m 57.18s e uma declinação de −26° 11′ 45.0″. Sua magnitude aparente é igual a 4.84. Considerando sua distância de 340 anos-luz em relação à Terra, sua magnitude absoluta é igual a −0.25. Pertence à classe espectral G8II/III.